# Ursula Friederich
Ursula „Ursel“ Friederich (geborene Ursula Eistetter; * 10. Juli 1948 in Stuttgart; † 10. Mai 2010) war eine deutsche Biologin und Terrarianerin.

## Leben
Nach dem Abitur absolvierte Friederich ein Biologiestudium an der Universität Stuttgart, wo sie 1978 unter der Leitung von Heinz Wermuth mit der Diplomarbeit Der Pileus der Squamata ihren Abschluss machte. Anschließend arbeitete sie als Ehrenamtliche an der Herpetologischen Abteilung des Staatlichen Museums für Naturkunde Stuttgart, wo Wermuth Kurator und Abteilungsleiter war. Friederich bevorzugte die Arbeit mit lebenden Tieren, insbesondere mit Siebenschläfern, Schildkröten, Chamäleons, Vogelspinnen und Seidenspinnen, die sie in zahlreichen Terrarien in ihrem Haus pflegte. Ferner war sie mehrere Jahre Kreisvorsitzende der DGHT-Gruppe Stuttgart, die dann auch in Ludwigsburg angesiedelt wurde. In dieser Zeit heiratete sie Peter Friederich. 
1981 veröffentlichte sie mit Werner Volland ihr einziges Buch Futtertierzucht. Lebendfutter für Vivarientiere, das bis 2005 in drei weiteren Auflagen erschien. 2004 wurde unter dem Titel Breeding Food Animals Live Food for Vivarium Animals eine englischsprachige Ausgabe herausgegeben. 
1982 wurde sie gemeinsam mit Wolfgang Bischoff in den Redaktionsbeirat der DGHT gewählt. Friederich wurde Chefredakteurin der Publikationen Salamandra und Mertensiella (ab 1988), Bischoff zweiter Schriftleiter.
1990 wurde eine Krebserkrankung bei Friederich diagnostiziert, weswegen sie 1994 als Chefredakteurin zurücktrat. 2003 wurde sie mit der Goldenen Ehrennadel der DGHT ausgezeichnet. Im Mai 2010 starb sie im Alter von 61 Jahren an ihrer Erkrankung.

## Schriften
- Ursel Friederich, Werner Volland: Futtertierzucht, Lebendfutter für Vivarientiere. Eugen Ulmer, Stuttgart 1981, ISBN 3-80017-065-5